# SFN
SFN (англ. Stratifin) – білок, який кодується однойменним геном, розташованим у людей на короткому плечі 1-ї хромосоми.  Довжина поліпептидного ланцюга білка становить 248 амінокислот, а молекулярна маса — 27 774.
| 10         |  | 20         |  | 30         |  | 40         |  | 50         |
| ---------- |  | ---------- |  | ---------- |  | ---------- |  | ---------- |
| MERASLIQKA |  | KLAEQAERYE |  | DMAAFMKGAV |  | EKGEELSCEE |  | RNLLSVAYKN |
| VVGGQRAAWR |  | VLSSIEQKSN |  | EEGSEEKGPE |  | VREYREKVET |  | ELQGVCDTVL |
| GLLDSHLIKE |  | AGDAESRVFY |  | LKMKGDYYRY |  | LAEVATGDDK |  | KRIIDSARSA |
| YQEAMDISKK |  | EMPPTNPIRL |  | GLALNFSVFH |  | YEIANSPEEA |  | ISLAKTTFDE |
| AMADLHTLSE |  | DSYKDSTLIM |  | QLLRDNLTLW |  | TADNAGEEGG |  | EAPQEPQS   |

A: Аланін

C: Цистеїн

D: Аспарагінова кислота

E: Глутамінова кислота

F: Фенілаланін

G: Гліцин

H: Гістидин

I: Ізолейцин

K: Лізин

L: Лейцин

M: Метіонін

N: Аспарагін

P: Пролін

Q: Глутамін

R: Аргінін

S: Серин

T: Треонін

V: Валін

W: Триптофан

Локалізований у цитоплазмі, ядрі.
Також секретований назовні.